# Hugo Süchting
Hugo Süchting (nacido el 8 de octubre de 1874 en Brackrade, Principado de Lübeck, fallecido el 27 de diciembre de 1916 en Valluhn, Mecklemburgo-Pomerania Occidental) fue un ajedrecista alemán.

## Trayectoria como ajedrecista
Ganó en Kiel en 1893 el Hauptturnier A del 8.º Congreso de la DSB, fue 13.º en Leipzig en 1894 (9.º Congreso de la DSB, con triunfo de Siegbert Tarrasch), empató el 2.º lugar, junto con Ignatz von Popiel, y por detrás de Robert Henry Barnes, en Eisenach en 1896 (10.º Congreso de la DSB), y fue 15.º en Berlín en 1897 (con victoria de Rudolf Charousek). Participó también en torneos cuadrangulares. Fue 2.º en Altona en 1897, y logró la victoria conjunta en dos ocasiones, en Elmshorn en 1898, y en Kiel en 1900.
Ya en el siglo XX, fue 14.º-15.º en Hannover en 1902 (13.º Congreso de la DSB, con victoria de David Janowski), ganó en Hamburgo en 1903, quedó 8.º-9.º en Coburgo en 1904 (14.º Congreso de la DSB, con victoria conjunta de Curt von Bardeleben, Carl Schlechter y Rudolf Swiderski), fue 11.º-12.º en Barmen en 1905 (triunfo conjunto de Géza Maróczy y Janowski), quedó 5.º-6.º en Estocolmo en 1906 (victoria de Ossip Bernstein y Schlechter), fue 18.º-19.º en Ostende en 1907 (triunfo de Bernstein y Akiba Rubinstein).
Quedó 13.º-14.º en Praga en 1908 (victoria conjunta de Oldrich Duras y Schlechter), fue 16.º-18.º en Viena en 1908 (triunfo de Duras, Maróczy y Schlechter), fue 6.º-7.º en Düsseldorf en el mismo año (16.º Congreso de la DSB, con triunfo de Frank Marshall), y quedó 14.º-16.º, junto con Erich Cohn y Grigory Levenfish, en Carlsbad en 1911 (victoria de Richard Teichmann).
Ganó dos encuentros, contra Paul Saladin Leonhardt (2.5:1.5) y contra Carl Carls (2:1), ambos en Hamburgo en  1911, y empató otro contra Leonhardt (2:2) en Hamburgo en 1912.
Según Chessmetrics, alcanzó su ELO histórico más alto, 2594, en marzo de 1912. Los cálculos históricos de puntuación ELO del Gran Maestro de Ajedrez John Nunn, reflejados en su libro John Nunn´s Chess Puzzle Book, consideran que Süchting solo alcanzó un máximo de 2100. Se posiciona a Süchting, en julio de 1912, en el puesto 19 del ranking mundial.

## Aportación teórica al Ajedrez
Existe una variante del Gambito de dama declinado, con código ECO D15, que recibe su nombre:  1. d4-d5 2. c4-c6 3. Cf3-Cf6 4.Cc3 

## Biografía
- Alfred Diel: Hugo Süchting, der große Schweiger, en Kaissiber, Nr. 12, octubre-diciembre de 1999, S. 70-71